# گردشگری مذهبی

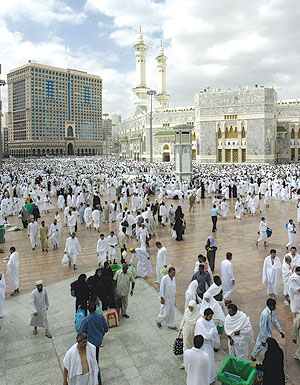
مرکز شهر مکه، مسجدالحرام در پس‌زمینه قرار دارد

گردشگری مذهبی، به آن نوع گردشگری گفته می‌شود که مردم به صورت انفرادی یا جمعی و به منظور زیارت، تبلیغ مذهبی یا حتی گذران اوقات فراغت به اماکن و مناطق مذهبی سفر می‌کنند. بزرگترین شکل گردشگری مذهبی جمعی، مراسم پیاده‌روی اربعین و زیارت امام حسین در کربلا است که به صورت سالانه برگزار می‌شود. در آمریکای شمالی، گردشگری مذهبی حدود ۱۰ میلیارد دلار از صنعت گردشگری را شامل می‌شود.

از مشهورترین شهرهایی که مقصد گردشگران مذهبی است می‌توان به مکه، مدینه، کربلا، اورشلیم و بنارس اشاره کرد. سازمان جهانی گردشگری تعداد گردشگران مذهبی در سرتاسر جهان را حدود ۳۰۰ میلیون نفر در سال تخمین می‌زند.

## قدمت
گردشگری زیارتی یکی از قدیمی‌ترین نوع گردشگری است که وجود آن به تاریخ فرهنگ دینی گره خورده است. سفرهای ایرانیان باستان به معبد آناهیتا در کنگاور، سفرهای مصریان برای دیدار فراعنه، مراسم مقدس یونانیان باستان در معابد آپولون و سفر حج از جمله این نوع گردشگری به شمار می‌روند.
بازدید از این مکان ها با انگیزه های مختلف همچون دین ، هنر ، معماری ، تاریخی و ... انجام میشود فارغ از اینکه آن فرد شخصا مذهبی باشد یا نه.

## گردشگری مذهبی در ایران
در کشور ایران نیز به دلیل پیشینه مذهبی که دارد، این سبک از گردشگری رواج بسیاری دارد. شهرهای مشهد و قم به ترتیب شلوغ ترین شهرهای توریستی - مذهبی ایران تلقی می گردند که حتی سالانه میلیون ها زائر داخلی و خارجی را میزبانی می کنند. طبق آمار، تنها در شهر مشهد نزدیک بیش از ۳۰۰ واحد اقامتی مجاز فعالیت دارند که حدود 70 درصد از کل مراکز اقامتی ایران را دربر می گیرد.

## زیارت سکولار
در دوران مدرن، زیارت سکولار یک دسته بندی میانی است بین زیارت که وابسته به دینی خاص است و گردشگری مدرن. به طور مثال  هیمالیا  یک مکان خاص و حتی مقدس است .جایی که مسافرت به آن نه صرفا به دلایل مذهبی و نه صرفا برای گردش است .بلکه هدفی بینابین دارد.
از نگاه بسیاری محققین ، سفر امری متعالی است که در طی آن  راه و روش زندگی و شناخت خویشتن اتفاق میافتد.